# Virginie Centurione Bracelli
Pour les articles homonymes, voir Bracelli.
Virginie Centurione Bracelli (Gênes, 2 avril 1587 - Gênes, 15 décembre 1651) est une laïque italiennne fondatrice des Sœurs de Notre-Dame du refuge du Mont Calvaire et des Filles de Notre-Dame du Mont Calvaire et reconnue sainte par l'Église catholique.

## Biographie

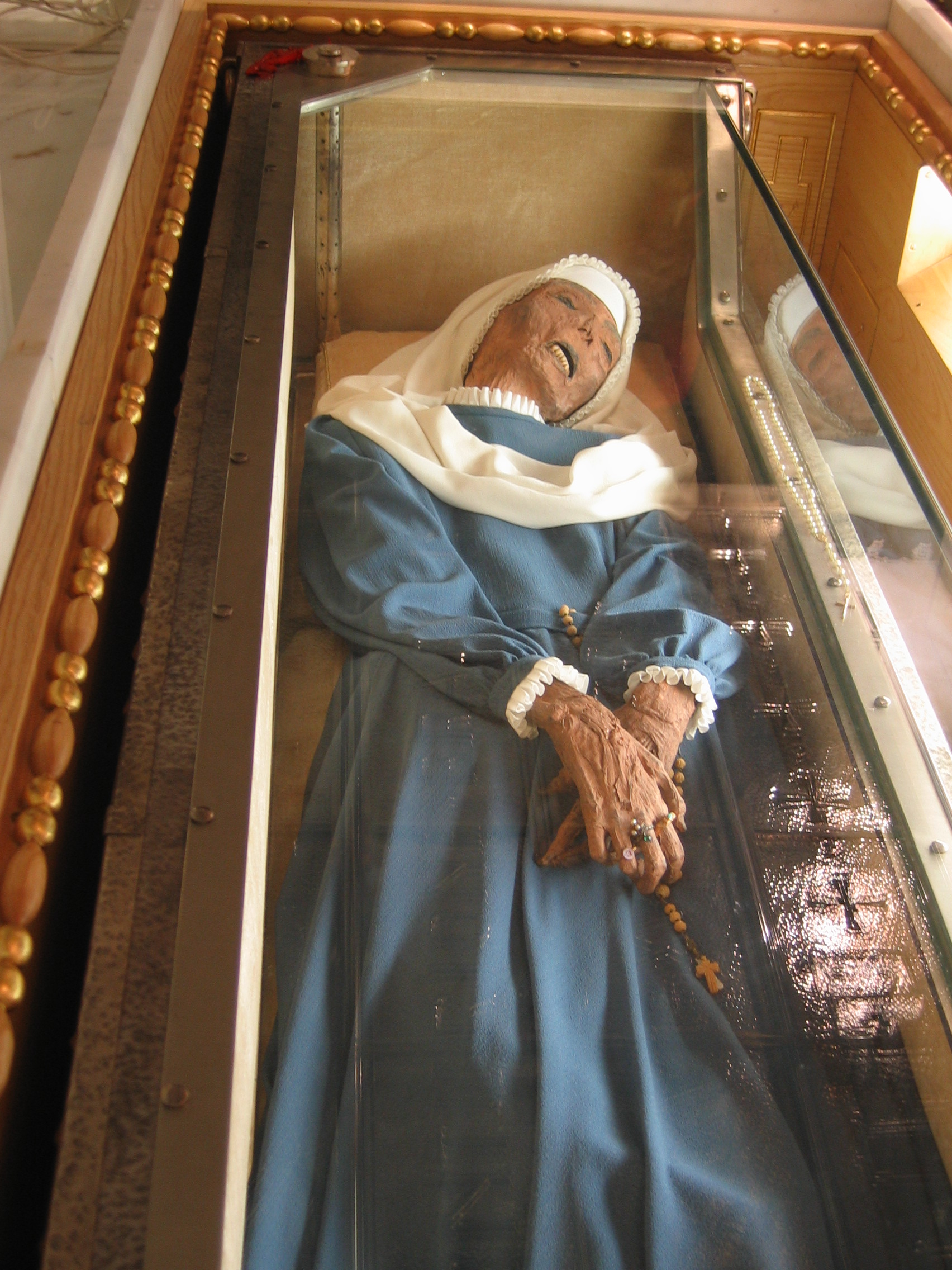
Dépouille de Virginie Centurione Bracelli en 2006.

Virginie Centurione Bracelli est issue d'une famille noble génoise et élevée pieusement par sa mère, Lelia Spinola, au point d'envisager, dès l'enfance, de consacrer sa vie à la religion. Son père, Giorgio Centurione, Doge de la république de Gênes au cours des années 1621-1622 oblige sa fille, malgré l'ardent désir de celle-ci de devenir religieuse, à épouser, en 1602, à l'âge de quinze ans, Gaspare Grimaldi Bracelli, un jeune vaurien, issu lui aussi d'une illustre famille, mais qui mène une vie extrêmement dissolue. Ils ont deux filles, Lelia et Isabella.
Devenue veuve très tôt — après seulement cinq ans de mariage, le 13 juin 1607, alors qu'elle a à peine vingt ans — elle fait vœu de chasteté, refusant de se remarier, et mène une vie retirée chez sa belle-mère avec ses deux filles. À partir de 1610, elle décide de consacrer sa vie à soulager la misère et se dédie aux enfants abandonnés, aux vieillards, aux malades et à tous les laissés pour compte. 
Après la mort de sa belle-mère, en 1625, une fois ses deux filles mariées, elle fonde les Cent dames de la miséricorde protectrices des pauvres de Jésus-Christ (Cento Signore della Misericordia Protettrici dei Poveri di Gesù Cristo), une institution qui a pour but de constater, lors de visites à domicile, les besoins des plus démunis et de leur venir en aide.
Pendant la guerre entre la république de Gênes et le duc de Savoie, au cours de l'hiver 1624-1625, elle accueille chez elle une quinzaine de jeunes orphelins, puis de nombreuses femmes pauvres aux besoins desquelles elle subvient. Pendant la peste et la famine de 1629-1630, elle ouvre à nouveau sa maison aux nécessiteux. En 1631, elle s'installe avec ses protégées dans le couvent vide du Mont Calvaire (en référence au Golgotha) qu'elle a loué. Après trois ans, l'œuvre compte déjà trois maisons et accueille environ 300 pensionnaires. 
Elle demande la reconnaissance du Sénat républicain, qui lui est accordée en décembre 1635. Elle achète alors deux maisons et fait construire une église consacrée à Notre-Dame du refuge qui devient la maison-mère de son œuvre dont la règle est écrite entre 1644 et 1650.
Le Sénat nomme comme protecteur, Emmanuel Brignole, patricien et sénateur de Gênes. Grand admirateur de la fondatrice, il met tant de zèle à organiser la communauté que bientôt les Sœurs de Notre-Dame du refuge sur le Mont Calvaire sont appelées par le peuple, les "sœurs Brignolines". Virginie Centurione Bracelli meurt le 15 décembre 1651 à l'âge de 64 ans.
Elle est béatifiée le 22 septembre 1985 par le pape Jean-Paul II à l'occasion du voyage apostolique que celui-ci fait à Gênes et canonisée dix-huit ans plus tard, à Rome, le 18 mai 2003, en même temps que trois autres bienheureux : Józef Sebastian Pelczar, Ursule Ledóchowska et Maria De Mattias.   
Dans l'homélie qu'il prononce à cette occasion, le pape souligna que « sainte Virginia Centurione Bracelli laisse à l'Église le témoignage d'une sainteté simple et féconde. Son exemple de fidélité évangélique courageuse continue à exercer une profonde fascination également sur les personnes de notre époque. Elle avait l'habitude de dire :  lorsqu'on a Dieu seul pour objectif, toutes les oppositions s'aplanissent, toutes les difficultés se surmontent  (Positio, n. 86) ».